# クッポン
クッポン（국뽕 Gukppong）は、韓国での過剰な愛国主義を意味する言葉。

## 概要
国家を意味するクッカとヒロポンの合成語。自国に対しての愛国心に陶酔している様を覚せい剤に例えているという言葉。
韓国を過剰に賞賛した映画のことはクッポンヨンファと言われる。韓国での右翼的なYouTuberのことはクッポンユテュボと言われる。
韓国ではクッポンとされるコンテンツには恥ずかしいやみっともないと言う意見が多いが、クッポンのYouTuberは多額の収入を得られている。2020年の調査ではクッポンのYouTuberは最大で月に7000万ウォンほどを稼いでいる。
安倍晋三銃撃事件が起きた際には、日本政府が韓国政府に李國鍾という医師を送って安倍を蘇生させてくださいという動画が作成されて人気を集めた。だがこの動画はクッポンであると批判されて多くの苦情が寄せられたために削除された。
韓国ではミスター・サンシャインというテレビドラマが有料なのに高視聴率であったのだが、これはこのドラマの内用がクッポンであったからであると批判されている。